# Jasmin Liechti
Jasmin Liechti (* 9. Oktober 2002 in Burgdorf) ist eine Schweizer Radsportlerin, die bei Rennen auf Bahn und Strasse startet.

## Sportlicher Werdegang
Jasmin Liechti begann ihre sportliche Laufbahn als Orientierungsläuferin. Bedingt durch die Corona-Pandemie legte sie ihren Fokus auf den Radsport.
2022 belegte sie gemeinsam mit Fabio Christen, Arnaud Tendon und Annika Liehner bei den Strasseneuropameisterschaften Rang zwei in der Mixed-Staffel der U23. Im August des Jahres erhielt sie einen Vertrag beim WCC Team.
Bei den U23-Europameisterschaften 2024 in Cottbus errang sie gemeinsam mit Annika Liehner, Janice Stettler und Lorena Leu die Silbermedaille in der Mannschaftsverfolgung. Im selben Jahr wurde sie Schweizer U23-Meisterin im Einzelzeitfahren. Im Herbst des Jahres wurde sie für den Start bei den Strassenweltmeisterschaften im Einzelzeitfahren und im Strassenrennen der Elite nominiert, wo sie den 20. und 72. Platz belegte.
Zur Saison 2025 wurde Liechti Mitglied im neu gegründeten UCI Women’s Continental Team Nexetis. Im Januar gewann sie drei Medaillen bei den nationalen Meisterschaften auf der Bahn, darunter den Titel im Scratch. Auf der Strasse gewann sie im Mai bei der Gracia Orlová 2025 das Einzelzeitfahren und erzielte damit den ersten internationalen Sieg ihrer Karriere, die Rundfahrt beendete sie auf dem zweiten Gesamtrang. Im Juli entschied sie als Solistin die vierte Etappe der Volta a Portugal Feminina für sich und legte damit den Grundstein für ihren ersten Sieg bei einer Rundfahrt.

## Berufliches
Jasmin Liechti studiert Betriebswirtschaftslehre und Sportwissenschaft an der Universität Bern (Stand 2024).

## Erfolge

### Bahn
2024
- U23-Europameisterschaft – Mannschaftsverfolgung (mit Annika Liehner, Janice Stettler und Lorena Leu)
- Schweizer Meisterin – Einerverfolgung

2025
- Schweizer Meisterin – Scratch

### Strasse
2022
- U23-Europameisterschaft – Mixed-Staffel (mit Fabio Christen, Arnaud Tendon und Annika Liehner)

2024
- Schweizer U23-Meisterin – Einzelzeitfahren
- U23-Weltmeisterschaft – Einzelzeitfahren

2025
- eine Etappe Gracia Orlová
- Gesamtwertung und eine Etappe Portugal-Rundfahrt